# Битва за Бомарсунд
Битва за Бомарсу́нд — одно из сражений Крымской войны, происходившее на Аландских островах 3 — 16 августа 1854 года. Англо-французский флот обстрелял и заставил капитулировать гарнизон русской крепости Бомарсунд.

## Предыстория конфликта
В мае 1854 года Балтийское море и Аландские острова в ходе начавшейся Крымской войны были блокированы объединённой англо-французской эскадрой. Фактически недостроенная крепость Бомарсунд оказалась изолирована от империи и представляла заманчивую мишень для первого удара союзников на Балтийском море.
Квалифицированный гидрограф флота, капитан Бартоломью Джеймс Саливан (англ. Bartholomew James Sulivan), руководивший компанией по рекогносцировке местности, вскоре обнаружил пролив через остров Энгёсунд (фин. Ängösund) в залив Лумпарн (фин. Lumparn). Великобритания обладала паровыми судами, которые позволяли более легко перемещаться по узким каналам и таким образом зайти в тыл русской крепости. В Лондоне и Париже было принято решение об атаке Бомарсунда объединёнными силами кораблей и войск.

## Первое нападение
Первая попытка атаки Бомарсунда была предпринята 21 июня.

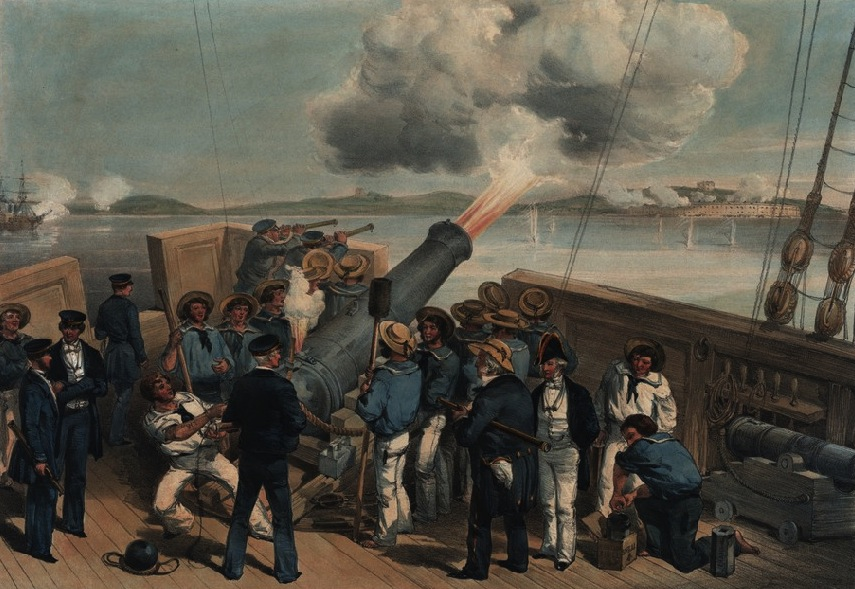
Обстрел Бомарсунда с палубы «Бульдога». 15 августа 1854 года

Через пролив Энгёсунд прошли четыре паровых фрегата под общим командованием капитана Холла (англ. Hall): три подошли к главному форту, четвёртый остался за островом. Капитан Холл решил обстрелять крепость без согласования с адмиралом Нейпиром. Бой состоялся 9 июня 1854 года. Обстрел продолжался три часа, пока корабли не расстреляли весь свой боезапас. На огонь кораблей союзников отвечал Главный форт крепости вместе с недавно построенной батареей.
После корабли удалились в открытое море, и обе стороны заявили об убедительной победе. Результатом же перестрелки явились несколько убитых и 3 сбитых орудия с русской стороны и незначительные повреждения кораблей со стороны противников (по докладу русских, наблюдались повреждения трёх кораблей, на одном был сильный пожар). Рапорт о сражении был направлен в Петербург. Комендант крепости был произведён в чин генерала, 5 офицеров получили ордена и следующие чины, особо отличившиеся нижние чины были награждены Георгиевскими крестами и весь гарнизон получил награду по одному рублю на человека.
Капитан Холл получил выговор от адмирала и беспощадную критику британских газет. Во время бомбардировки отличился Чарльз Лукас (англ. Charles Lucas), помощник капитана, на борту корабля «Гекла» (англ. «Hecla»). Одна из бомб упала на палубу, но не разорвалась, Лукас схватил её и выбросил за борт. За свои героические действия он получил звание лейтенанта, а позже он стал первым обладателем высшего военного ордена Великобритании, Креста Виктории.

## Гарнизон крепости

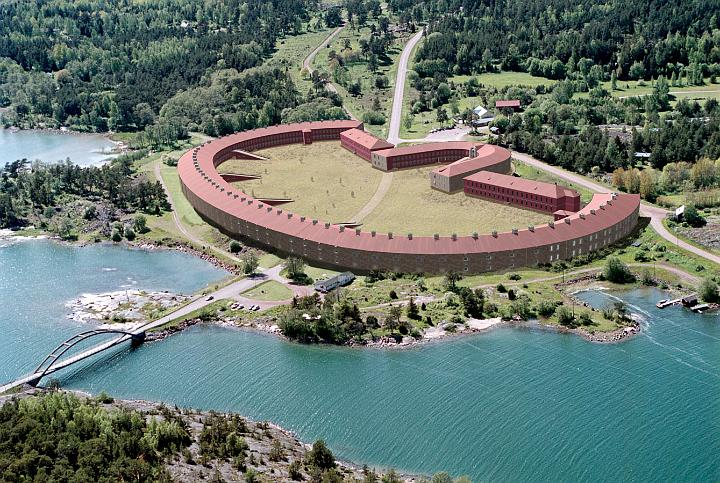
Вид крепости

Комендантом крепости являлся полковник (после первого нападения был произведён в генералы) Яков Андреевич Бодиско. В его распоряжении имелся гарнизон в 2200—2500 человек. «Значительную часть гарнизона составляли финны, а часть даже уроженцы Аландских островов». Форт был оборудован орудиями в количестве 28 штук — 24-фунтовых, 17 штук — 12-фунтовых и 23 штуки — 16-фунтовых. В трёх башнях ещё располагалось 19, 21 и 8 орудий разных калибров (до 36 фунтов). Всего крепость имела 132 орудия, из которых 20 были неисправными. Одной из башен командовал капитан, остальными поручики.
Личный состав гарнизона состоял из 10-го линейного батальона, артиллерийской роты, военно-рабочей роты, казачьей команды, двух рот Финляндского гренадерского стрелкового батальона, Инженерной команды, арестантской команды и инвалидной команды: всего 2175 человек (включая 42 офицера), из которых только 1 600 строевых.

## Ход сражения

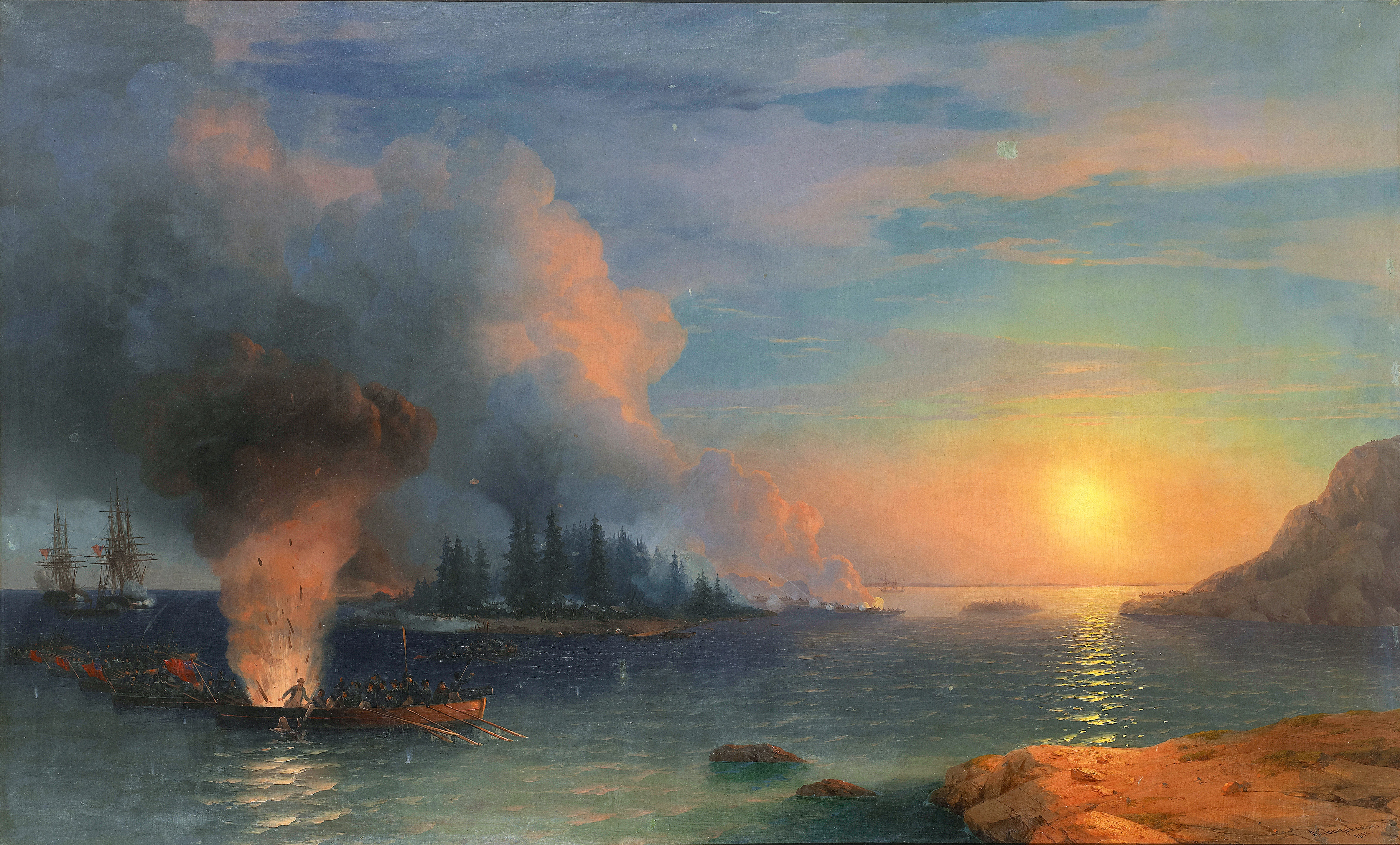
Айвазовский И. К. Битва за Бомарсунд. 1858

В конце июля силы объединённого флота начали движение к Бомарсунду через Энгёсунд — 25 линейных кораблей обложили крепость и ожидали прибытия войск для высадки десанта на остров.
3—4 августа французские войска и британская морская пехота, имея шестикратный перевес (12 000 человек), высадились на Аландских островах, в заливе находилось около 40 кораблей союзников. Гарнизон сжёг все деревянные строения в непосредственной близости от крепости и приготовился к обороне.
В начале августа 10 000 французских солдат прибыли в залив Лумпарн. После соединения с контингентом морской пехоты французский десантный корпус насчитывал 13 000 человек при 14 осадных орудиях. Командование корпусом поручено генералу Луи Ашилю Барагэ д’Илье, ведение инженерных работ генералу Адольфу Ньелю. Уже на месте к ним присоединился отряд в 2 900 человек британской морской пехоты под командованием генерала Джонса. Непосредственно в бомбардировке и штурме участвовало около 11 000 человек десанта.
10 августа крепость была обложена. Три дня ушло на сооружение батарей и установку пушек. Местность вокруг башен была пересечённой с обилием оврагов и скал, что позволяло соорудить батареи в непосредственной близости от цели. Фактически штурмующие сразу же применили брешь-батареи, расположив их не далее 500—600 ярдов от стен. Действия осаждавших поддерживались сильным огнём кораблей союзников.
13 августа в 4 часа утра началась бомбардировка западной башни Бомарзунда. Французская батарея, состоящая из 4 пушек и 4 мортир, вела огонь по башне «С» (фин. Brännklint). Французские стрелки, пользуясь пересечённой местностью, залегли в непосредственной близости от башни и открыли огонь по амбразурам. Мортиры своим огнём подавили контрдействия финских снайперов, расположившихся на открытой крыше башни. Обстрел продолжался весь день.
Осознавая численное превосходство нападающих, капитан Тешэ решил взорвать башню. Орудия были заклепаны, и большая часть людей отступила в главный форт, оставшиеся готовили заряды. В час ночи французы начали новый обстрел, не наблюдая ответа со стороны противника, к башне был послан отряд пехоты. Немногочисленный отряд захватил башню и захватил в плен капитана и ещё 34 человека, защитники взорвать башню «С» не успели.

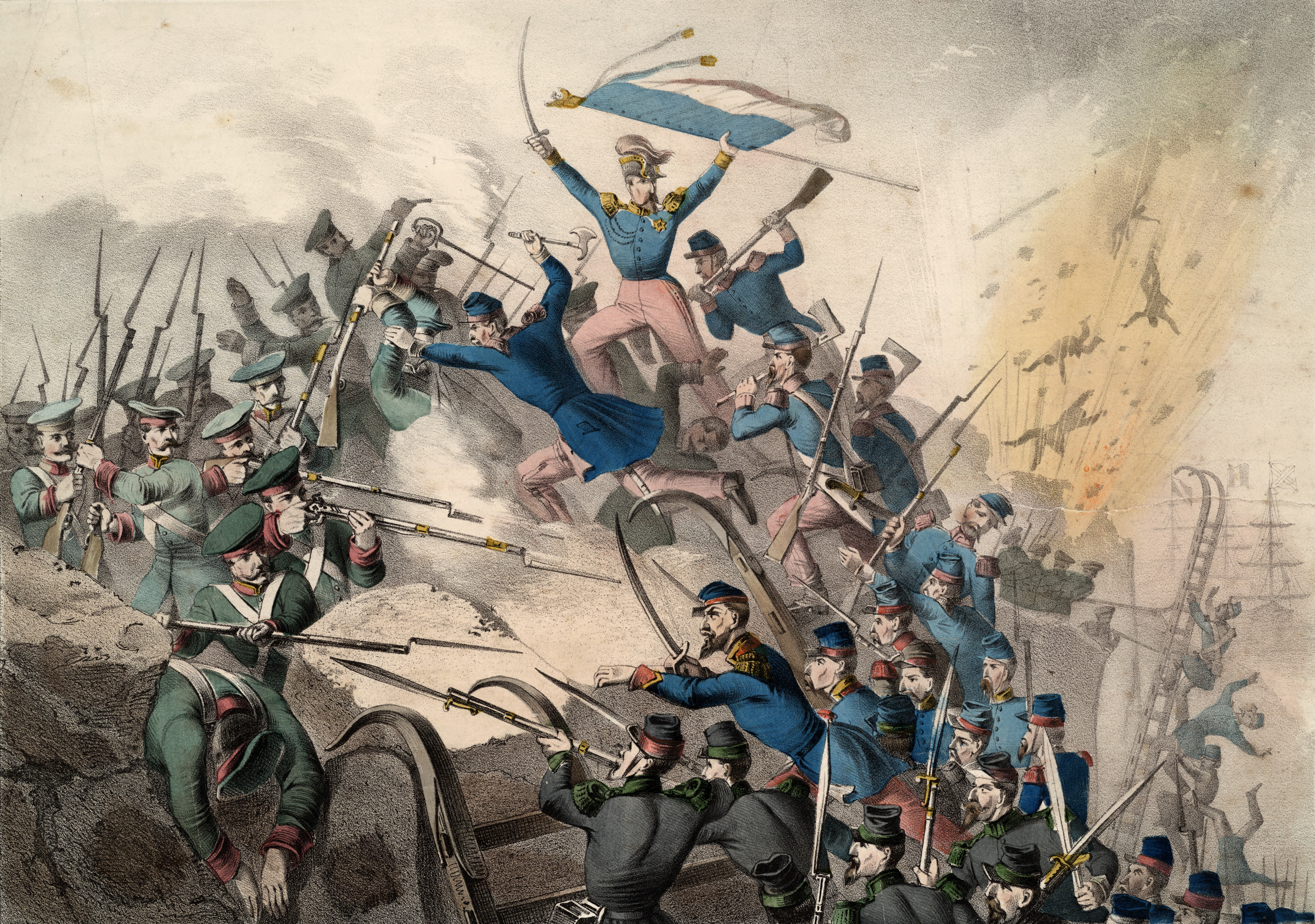
Битва за Бомарсунд

Башня в руках противника несла угрозу для Главного форта, поэтому с раннего утра 15 августа русские батареи начали её обстрел из тяжёлых мортир. К вечеру башня загорелась, а к 11:30 утра следующего дня огонь добрался до порохового погреба — башня взорвалась.
В тот же день, 15 августа, британские войска из батареи, состоящей из 32 тяжёлых пушек, с холма находившегося западнее, вели обстрел башни Нотвик (фин. Notvik). После 8-часового обстрела гранитная облицовка башни была разрушена, и под ней обнажилась кирпичная кладка. Артиллерийский огонь защитников был подавлен, командующему башней пришлось сдаться.
После захвата обеих башен, 15 августа начался штурм Главного форта Бомарсундской крепости. Французы поместили батареи на месте строившейся больницы и начали бомбардировку Главного форта с тыла. С противоположной стороны бомбардировку вели британские войска из пушек большего калибра. В это же время корабли британского флота устроили бомбардировку с максимально возможной дистанции, как Главного форта, так и башни Престё (фин. Prästö).
Обстрел продолжился и на следующий день, 16 августа. Защитники крепости ожидали штурма, но союзники вместо этого решили вести бомбардировку форта до полного его разрушения. Поскольку оборона главного форта без поддержки внешних фортов была уже невозможна, комендант крепости во избежание полного уничтожения гарнизона поднял белый флаг. В час дня британские и французские офицеры приняли безоговорочную капитуляцию Бомарсунда.

## Потери
Погибших с русской стороны насчитывалось 53 человека, раненых 36. Около 2000 русских и финских солдат и офицеров были взяты в плен и отправлены во Францию и Великобританию. После длительной агитации 120 поляков и евреев из числа пленных (всего было 260 человек этих национальностей) согласились завербоваться во французский Иностранный легион, прочие отказались. На французов произвёл большое впечатление факт, что на их предложение ответила отказом в полном составе пленённая арестантская команда.
Коменданту крепости за проявленную доблесть было разрешено сохранить при себе шпагу. Генерал Я. А. Бодиско пережил годы плена во Франции, жена и сын с ним не расстались. По возвращении в Россию он потребовал суда над собой, который признал действия его правильными, а сдачу произведённой только по полному исчерпанию возможностей для сопротивления.
Три сотни финских гренадер были отправлены в тюрьму Льюис, Англия. Позже им позволили вернуться в Финляндию. Пленники написали песню о битве и своём заключении — «Битва за Бомарсунд» (фин. Oolannin sota). В городе Льюис установлен памятник в 1878 году российским императором Александром II в память о защитниках Бомарсунда — 28 финнах, умерших в плену.
Союзники потеряли 120 человек убитыми и ранеными (по другим данным — 85), несколько орудий десанта, два или три корабля получили повреждения.

## Последствия

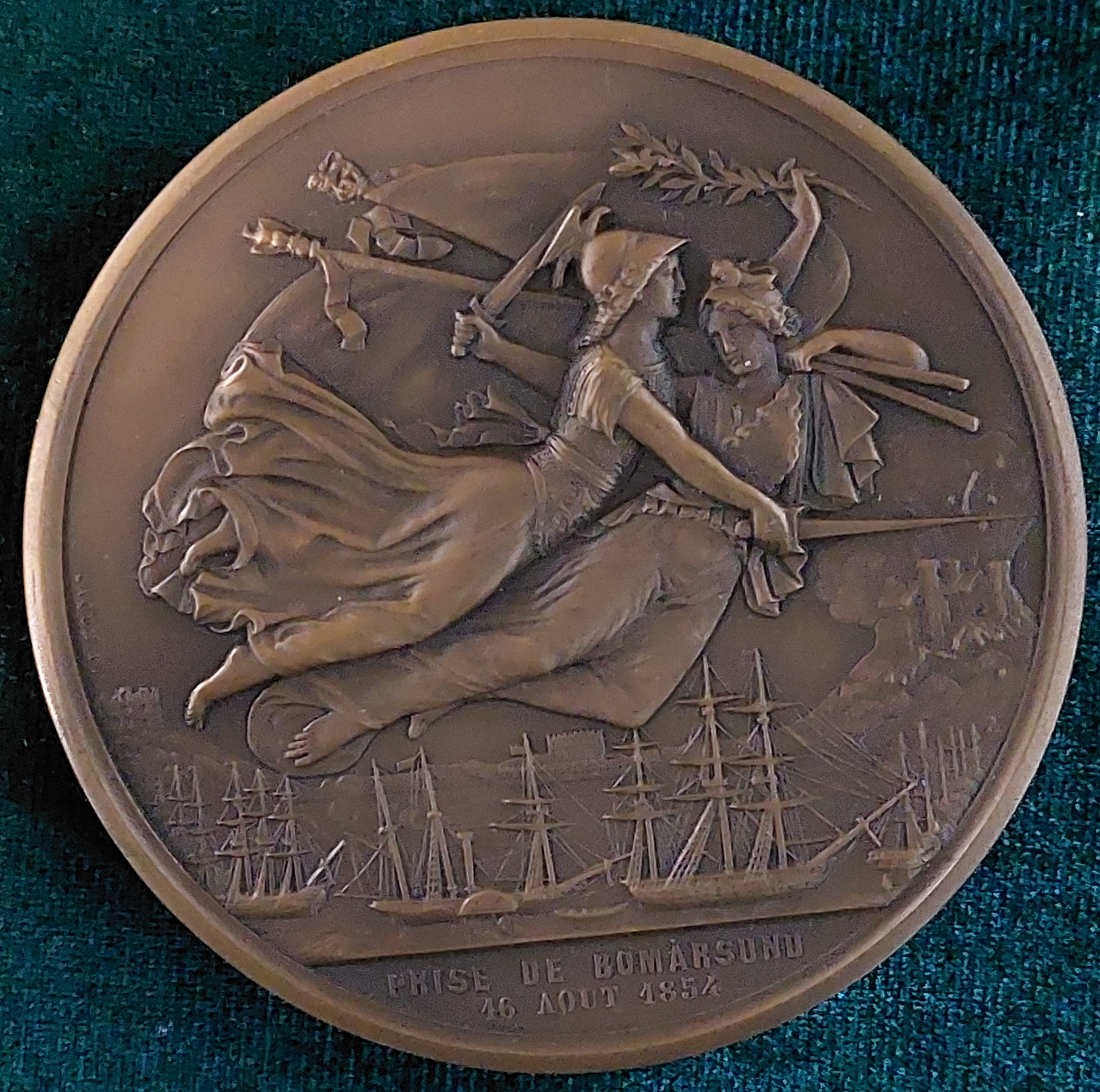
Французская настольная медаль «В память взятия Бомарсунда»

После взятия крепости и фактически оккупации Аландских островов союзники предложили Швеции острова во владение, однако последняя соблюдала нейтралитет и от предложения отказалась.
2 сентября 1854 года крепость была взорвана. На подготовку ушло 15 дней и 6 тонн пороха. В течение этого времени в лагере победителей вспыхнула эпидемия холеры, которая унесла жизни ещё около 800 человек.
После окончания Крымской войны в 1856 году Парижский мирный договор присвоил Аландским островам статус демилитаризованной зоны, который сохраняется и в настоящее время. Этот договор известен как «Аландский сервитут».